# Херндон (Виргиния)
Херндон (англ. Herndon) — город в округе Фэрфакс в штате Виргиния США. По данным переписи населения США 2020 года, численность населения составляла 24 655 человек.

## Население
| 2010   | 2020    |
| ------ | ------- |
| 23 292 | ↗24 655 |